# Cova de Tito Bustillo
La Cova de Tito Bustillo és una gran caverna natural amb pintures rupestres del Paleolític situada a Ribadesella, al costat del riu Sella. Des de juliol de 2008 i junt amb altres coves de la regió cantàbrica fou declarada Patrimoni de la Humanitat sent inclosa al conjunt "Cova d'Altamira i art rupestre paleolític del nord d'Espanya". Es pot visitar a l'estiu menys els dilluns però cal demanar hora prèviament i es dona per uns quants dies després; el preu és relativament alt per una visita d'una hora si bé el més car és la visita al museu o centre d'art rupestre, però la cova és extremadament interessant i és de les poques coves principals que es poden visitar.
La cova fou descoberta casualment el 1968 pel grup espeleològic Torreblanca d'Oviedo, ja que l'entrada havia quedat tapada per un enfonsament, el que va permetre una excel·lent conservació. El conjunt de coves del massís d'Ardines reuneix almenys 10 coves, totes amb restes d'haver estat habitades al Paleolític. La Cova d'Ardines, sobre la de Tito Bustillo, fou excavada el 1899 per Justo del Castillo i el 1912 per Hernández Pacheco. Altres com la Lloseta fou excavada per F. Jordá a la meitat del segle xx.
Celestino Bustillo conegut com "Tito Bustillo", fou un dels deu membres del grup de descobridors; com que va morir en accident dues setmanes després del descobriment la cova va rebre el seu nom; els espeleòlegs hi van accedir per la sima anomenada Pozu'l Ramu, també coneguda com la Cerezal per haver-hi un cirerer a la rodalia; les primeres excavacions les va fer Garcia Guinea el 1970. El 1971 es va obrir un nou accés a la cova de 165 metres però per l'altre costat, per permetre l'entrada en massa de visitants (llavors es volia convertir la cova en una segona Altamira) i es van alterar les condicions ambientals; a més es va construir un camí artificial amb arena compactada, escalons, es va il·luminar, i es van fer altres modificacions alterant les condicions naturals de la cova; com que aquesta encara es pot visitar (tot i que en grups de 15 persones com a màxim i mitja dotzena de visites al dia a l'estiu i menys a l'hivern) sempre queden algunes restes (com ara cabells, pols, pedres de les sabates, etc.). A partir del 1972 fou excavada per A. Moure Romanillo; i des de 1974 es va fer un estudi sistemàtic dirigit per Moure Romanillo i Rodrigo Balbín.
La cova de Tito Bustillo té dotze conjunts gravats i pintats al llarg de 800 metres. L'entrada com s'ha dit, era pel costat oposat a l'actual. Les excavacions van descobrir algunes peces de sílex, objectes d'os, espàtules, atzagaies i arpons. Cap a l'interior hi ha la galeria principal, amb figures de rens i cavalls sobre un fons de grans figures vermelles més antigues. Els gravats i pintures se superposen al llarg de deu mil anys (les més antigues serien d'abans del 30000 aC i les més modernes de vers el 10000 aC). Hi ha altres dos panells a la galeria principal amb figures més petites. Les figues segueixen al llarg de la cova i en galeries laterals, com el conjunt de la galeria dels cavalls amb diverses figures d'aquest animal i alguns grans bòvids (urs o bisons) i un ren; els artistes van saber aprofitar amb eficàcia els relleus naturals de la pedra; al conjunt anomenat VII hi ha un cetaci, un dels pocs coneguts a les pintures paleolítiques, acompanyat d'una cabra i bisons. Cap al final de la cova (l'entrada actual) les figures són més rares i segurament més antigues, i semblen signes. En una galeria lateral anomenada "Camarin de les Vulves" hi ha les úniques figures conegudes de l'art paleolític dedicades al sexe femení, que se suposa un espai dedicat a la fertilitat de la dona; en una altra una dona de perfil que té pintat el sexe de front aprofitant els relleus naturals per formar els perfils; s'assemblen als que estan a la capa inferior del panell principal, marcant l'estil més antic dels presents; les figures femenines espaiades només es donen a aquesta època (però hi ha figures femenines a tot el Paleolític) i és la cova amb més densitat de motius sexuals. A la Lloseta, al damunt de Tito Bustillo amb la que comunica, hi ha espais dedicats al sexe masculí (les representacions fàl·liques podrien ser la primera mostra de sexe masculí coneguda). També queden alguns restes d'art a la Cova d'Ardines, i una mica millor conservats a la cova de Les Pedroses. La Lloseta es troba a uns 300 metres de l'esmentat "Camarin de les Vulves".
El conjunt hauria estat abandonat vers el 8000 aC o 7000 aC amb la suavització del clima el que vol dir que la cova fou habitada almenys uns 25.000 anys

## Centre d'Arte Rupestre Tito Bustillo
El març de 2011 es va inaugurar el Centre d'Arte Rupestre Tito Bustillo, un projecte museogràfic per a la divulgació i promoció de l'art rupestre paleolític asturià. El centre es troba a 250 m de la cova i compta amb una sueperfície construïda útil de 6.500 m2 distribuïts en 3 nivells: planta accés, planta centre d'arte i planta mirador.
La museografia fou dissenyada i realitzada per l'empresa Empty. Sono Tecnologia Audiovisual es va encarregar de la integració dels sistemes audiovisuals de l'espai, que a través de noves tecnologies i moderns sistemes interactius facilita la divulgació dels continguts artístics i històrics.